# Little Willie
O Little Willie foi um protótipo e o desenvolvimento para o carro de combate britânico Mark I. Construído no outono de 1915 com a aprovação do Landship Committee (pt: Comitê dos Navios Terrestres) já que fora criado por oficiais da Marinha Real, este comitê era chefiado pelo então lorde do almirantado Winston Churchill. Aprovou-se as sugestões de dois coronéis Ernest Swinton e Maurice Hankey que convenceram o comitê a produzir um blindado com base em um trator agrícola movido a lagarta. Este foi o primeiro desenvolvimento para um carro de combate blindado da história, o Little Willie é o mais antigo tanque individual existente e está preservado no O Museu do Tanque (en: The Tank Museum) em Bovington, Dorset, Inglaterra.